# Collège des Bons-Enfants-Saint-Victor
Ne doit pas être confondu avec Collège des Bons-Enfants.
Le Collège des Bons-Enfants-Saint-Victor est un collège de l'ancienne université de Paris.

## Histoire
Il est fondé pendant le règne de Philippe-Auguste (1180-1223) dans la rue Saint-Victor contre un mur de fortification de la ville.
Vers 1303 le collège du Cardinal-Lemoine est construit, avec un de ses murs jouxtant le collège des Bons-Enfants-Saint-Victor.
Le 24 juillet 1357 Amaury du Meulan, « Syr de Neufbourg », vend aux administrateurs des collèges de Saint-Nicolas du Louvre et des Bons-Enfants de Paris, le fief de Ménil-sous-Longpont (Villebouzin), « mouvance du Roy », pour 2 000 florins,.
En 1515 François Ier inaugure la royauté absolue : le parlement convoque les principaux des collèges des Bons-Enfants, du Cardinal-Lemoine, de Navarre, de la Marche, de Boncourt, d'Harcourt, du Trésorier et de Justice ; et leur interdit de jouer ou de permettre de jouer dans leurs collèges « aucunes farces, sottises ou autres jeux » contre l'honneur du roi, de la reine, de la duchesse d'Angoulême, des princes et des seigneurs de son sang et de sa cour.
En 1593 les administrateurs du collège des Bons Enfants de la rue Saint-Victor et du collège de Saint-Nicolas du Louvre font un échange avec Robert Pislon (ou Grisson), seigneur du Mênil et Villebouzin, pour tout ce que ces collèges possèdent au Mênil, à Boulay et à Fontenelles, en contrepartie d'autres héritages du sieur Pislon.
Saint Vincent de Paul (1581-1660) est directeur principal de ce collège, poste où il est nommé en 1626 ou avant, à la demande de Françoise Marguerite de Silly, épouse de Philippe-Emmanuel de Gondi et dont il est le confeseur. En 1626 il demande et obtient du premier archevêque de Paris Jean-François de Gondi la réunion du collège à la congrégation de la Mission.
En 1632 (Pottet donne la date de 1624) la congrégation de la Mission est transférée à Saint-Lazare. D'après Pottet, c'est en 1632 que saint Vincent de Paul transforme l'hôpital en couvent ; selon Cocheris, lors de ce transfert le collège est transformé en séminaire qui prend le nom de Saint-Firmin à cause d'une chapelle dédiée à ce saint,.
Le séminaire Saint-Firmin perdure jusqu'au 21 novembre 1763, date à laquelle il est réuni au collège Louis-le-Grand.
Selon Pottet, vers la fin du XVIIe siècle Saint-Lazare est complémenté d'une prison ; Cocheris indique que la prison n'apparaît que lors de la révolution, et qu'elle est le théâtre d'un des principaux massacres commis en septembre 1792.
Les bâtiments sont vendus le 17 thermidor de l'an IX (5 août 1801). En avril 1808 une filature de coton s'y installe ; puis les bâtiments sont rachetés en 1818 (1815 selon Dulaure) par l'Institut des jeunes aveugles qui en occupe une partie.
En 1844, l'institut des jeunes aveugles est transféré boulevard du Montparnasse. Leurs anciens bâtiments sont transformés en habitations.

## Principaux du collège
- 1460-? : Jean Pluyette[7]. Son testament date de 1478[10].
- ?-1660 ? : Saint Vincent de Paul[6]
- cité en 1685 : Thomas Berthe, prêtre de la Congrégation de la Mission et principal du collège[12]

## Confusions possibles
Ce collège des Bons-Enfants-Saint-Victor est à distinguer du collège des Bons-Enfants, un autre collège de l’ancienne université de Paris, fondé en 1208.
Il existait aussi un collège des Bons-Enfants-Saint-Honoré, fondé par un bourgeois de Paris pour treize écoliers. Le fils de Jacques Cœur y est enterré.
Marin de Marincourt, chanoine de Saint-honoré, en est un proviseur.